# Мурос (Сардиния)
Мурос (итал. Muros) — коммуна в Италии, располагается в регионе Сардиния, в провинции Сассари.
Население составляет 754 человека (2008 г.), плотность населения составляет 67 чел./км². Занимает площадь 11 км². Почтовый индекс — 7030. Телефонный код — 079.
Покровителем коммуны почитается святой Гавиний, празднование 25 октября.

## Демография
Динамика населения:

## Администрация коммуны
- Официальный сайт: http://www.comune.muros.ss.it/